# Carlo Molfetta
Carlo Molfetta, né le 15 février 1984 à Mesagne, est un taekwondoïste italien.

## Palmarès

### Jeux olympiques
- participation aux Jeux olympiques 2004 à Athènes, (Grèce) dans la catégorie des moins de 68 kg ;
- Médaille d'or des +80 kg aux Jeux olympiques 2012 à Londres, (Royaume-Uni)

### Championnats du monde
- Médaille d'argent des -67 kg du Championnat du monde 2001 à Jeju, (Corée du Sud)
- Médaille d'argent des -87 kg du Championnat du monde 2009 à Copenhague, (Danemark)
- Médaille de bronze des -87 kg du Championnat du monde 2011 à Copenhague, (Danemark)

### Championnats d'Europe
- Médaille d'argent -72 kg du Championnat d'Europe 2004 à Lillehammer, (Norvège)
- Médaille de bronze des -72 kg du Championnat d'Europe 2005 à Riga, (Lettonie)
- Médaille d'or des -87 kg du Championnat d'Europe 2010 à Saint-Pétersbourg, (Russie)
- Médaille de bronze des -87 kg du Championnat d'Europe 2012 à Manchester, (Royaume-Uni)